# Taxman
«Taxman» es una canción de la banda británica de rock The Beatles, proveniente de su álbum de 1966 Revolver.
Fue escrita por George Harrison, guitarrista principal del grupo, con algo de asistencia lírica de John Lennon, como forma de protesta ante el nivel más alto del sistema de progresividad impuesto en Reino Unido durante el gobierno Laborista de Harold Wilson, que llevaba a los Beatles a pagar más del noventa por ciento de sus ganancias a hacienda. La canción fue elegida como el tema de apertura para el álbum y contribuyó a la emergencia de Harrison como compositor ante la dupla Lennon-McCartney. También fue la primera canción temática del grupo y la primera declaración política hecha en su música.
The Beatles empezaron a grabar «Taxman» en abril de 1966, un mes después de la victoria de Wilson en las elecciones generales del Reino Unido de ese año. Referente a la creación del tema, Harrison aprendió que los impuestos que los miembros de la banda debían pagar muy probablemente les llevarían a la bancarrota, además de su ferviente oposición al financiamiento militar al que iban dirigidos estos. 
Con influencias del soul y el R&B de los 1960, la canción habla de la despiadada búsqueda de ingresos de un recaudador de impuestos (taxman), haciendo mención también a políticos reales como Wilson y Ted Heath, líder del Partido Conservador. La grabación incluye un solo de guitarra fuertemente influenciado de la música india interpretado por Paul McCartney. 
«Taxman» es considerada un pilar fundamental en el desarrollo de la psicodelia y el movimiento mod, siendo reconocida como una de las canciones precursoras al punk rock.

## Trasfondo e inspiración
George Harrison escribió «Taxman» durante la época en que The Beatles descubrieron que estaban en una precaria situación financiera. En abril de 1966, un informe de la firma contable londinense Bryce, Hammer, Isherwood & Co. dio a conocer al grupo que, pese a su inmenso éxito, «dos de ustedes están cerca de estar en bancarrota, y los otros dos podrían estarlo pronto». En su autobiografía de 1980, I, Me, Mine, Harrison dijo que: «"Taxman" fue cuando por primera vez me di cuenta que a pesar de que habíamos empezado a ganar dinero, realmente estabamos dando la mayor parte de este en impuestos; fue y sigue siendo típico». Como sus ganancias les posicionaban en lo más alto del soporte de impuestos del Reino Unido, los Beatles estaban sujetos a un super-impuesto del 95% introducido durante el gobierno laborista de Harold Wilson; de ahí la letra «There's one for you, nineteen for me» («hay uno para ti, diecinueve para mí»).

## Grabación
The Beatles esperaban poder grabar Revolver en instalaciones más modernas que las de los estudios de EMI en Abbey Road y estaban especialmente impresionados con el sonido de grabaciones hechas en el Estudio Stax de Memphis, Estados Unidos. Brian Epstein, mánager de la banda, investigaría la posibilidad de grabar en Stax, sin embargo la idea sería desestimada debido a la poca seguridad del edificio, otras alternativas descartadas habrían sido los Atlantic Studios de Nueva York, y las instalaciones Hitsville USA de Motown en Detroit. McCartney posteriormente diría que solo «Taxman» y su composición «Got to Get You into My Life» podrían haber sonado mejor en un estudio estadounidense, pero que por otra parte, The Beatles «encontraron un nuevo sonido británico casi por accidente» en Revolver.
La grabación comenzó el 20 de abril de 1966, pero estas tomas no se usaron y se volvió a grabar el 21 de ese mes. Ese día se grabó (en cuatro canales) la batería, el bajo, la voz (luego sobregrabada) y las guitarras distorsionadas de Harrison, y los coros de Lennon y McCartney. Se terminó el 21 de junio. Harrison le pidió a Paul McCartney que colaborara con las guitarras y McCartney grabó el solo, además del bajo.

## Personal
De acuerdo a Ian MacDonald, excepto donde se indica:
- George Harrison – voz principal, guitarra líder (Gibson SG Standard).
- John Lennon – coros, guitarra rítmica (Epiphone Casino).
- Paul McCartney – coros, bajo (Rickenbacker 4001s), solo de guitarra
- Ringo Starr – batería (Ludwig Super Classic), cencerro, pandereta[13]